# Кобозев, Пётр Алексеевич
Пётр Алексе́евич Ко́бозев (рус. дореф. Петръ Алексѣевичъ Кобозевъ, 13 (25) августа 1878, Песочня, Рязанская губерния, Российская империя — 4 января 1941, Москва, РСФСР, СССР) — государственный и партийный деятель, член РСДРП(б) с 1898 г. Четвёртый и последний председатель Совета министров Дальневосточной республики (ДВР).

## Биография
Родился в крестьянской семье. Учился в духовном училище, затем в Московской духовной семинарии, которую не окончил вследствие участия в семинарском бунте (1895). Работал железной дороге слесарем, помощником машиниста, машинистом. В 1898 году окончил Московское реальное училище при реформатской церкви и поступил в Императорское Московское техническое училище. В 1899 году был арестован, осуждён к административной высылке в Ригу. В 1900—1904 гг. учился в Рижском политехническом институте, где участвовал в оборудовании электротехнической лаборатории, руководил студенческими практическими занятиями, ассистировал профессорам. Окончив институт по специальности «инженер-технолог» (руководители партии считали его инженером-железнодорожником), работал на Русско-Балтийском вагонном заводе в Риге. Входил в состав Рижского комитета РСДРП и редакции большевистской газеты «Голос солдата», был одним из руководителей военной организации социал-демократической партии Латышского края. На 3-м (Объединительном) съезде Латышской социал-демократической рабочей партии (1906) избран в состав её Центрального комитета.
С началом революции 1905 года был уволен вследствие политической неблагонадёжности, работал на нефтепромыслах Кавказа, где организовывал забастовки и демонстрации. Затем работал в Москве — осуществлял надзор за установкой парового отопления в Политехническом музее, проводил работу среди железнодорожников. Повторно был арестован и выслан в Ригу, где преподавал в частных учебных заведениях. В 1915 году как неблагонадёжный был сослан в Оренбург, где работал на постройке Оренбург-Орской железной дороги. Выступил одним из создателей Оренбургской организации большевиков, был членом комитета. В 1916 году выслан на строительство Мурманской железной дороги; за агитацию военнопленных возвращён в Оренбург. С началом февральской революции 1917 года был амнистирован [3 (16) марта 1917]. В апреле 1917 г. на 1-м Учредительном съезде представителей Ташкент-Оренбургской железной дороги (Оренбург) избран комиссаром дороги.
В мае 1917 года Центральным комитетом РСДРП(б) вызван в Петроград. Был избран в городскую Думу (в состав членов городской управы) по списку большевиков; с согласия ЦК занял пост главного инспектора учебных заведений Министерства путей сообщения Временного правительства. Участвовал в подготовке Октябрьского вооружённого восстания; был делегатом 2-го Всероссийского съезда Советов от большевистской фракции, входил в состав президиума съезда.
В ноябре 1917 — феврале 1918 по инициативе НарКомНаца РСФСР чрезвычайный комиссар ВЦИК и СНК РСФСР по Средней Азии и Западной Сибири, боролся с русскими в Ташкентском Совете народных депутатов. Уже на V съезде Советов Туркестана Кобозев, получив место председателя президиума съезда, заставил включить в последний нескольких мусульман. Благодаря ему 9 из 37 членов ТуркЦИКа, и 4 из 16 членов Совнаркома являлись мусульманами.
Возглавил борьбу против выступления атамана Дутова.
В марте — апреле 1918 г. — чрезвычайный комиссар СНК РСФСР в Средней Азии и Бакинской губернии. Способствовал национализации бакинских нефтяных промыслов и транспортировке нефти через Туркестан в центр России.
В мае 1918 г. был избран первым председателем ЦИК Туркестанской СФР и членом Реввоенсовета Туркестанского фронта.
Вскоре был отозван в Москву и назначен наркомом путей сообщения РСФСР. Уже 13 мая провёл коллегию Наркомата по вопросам военных перевозок; 15 мая утвердил положение «Об Экспериментальном институте путей сообщения»; 23 мая выступал с приветственной речью на 1-м железнодорожном съезде; 7 июня утвердил схему организации перевозок по дорогам Московского окружного отделения.
С 13 июня по 23 июля 1918 г. — член Реввоенсовета Восточного фронта. Участвовал в создании регулярных частей Красной Армии, в руководстве операциями против чехословацкого корпуса и внутренней контрреволюции.
С 6 сентября 1918 по 27 апреля 1919 г. — член Реввоенсовета Республики. В декабре 1918 г. руководил постройкой ледяного моста через Волгу под Сызранью. Участвовал в работе VII Чрезвычайного съезда Советов Туркестана (март 1919).
С февраля 1919 член Особой временной комиссии ЦК РКП(б) и СНК РСФСР по делам Туркестана (Турккомиссия). В июле—сентябре 1919 г. — председатель ЦИК Туркестанской СФР, а также член Туркестанского краевого комитета РКП(б); в октябре-ноябре 1919 г. — председатель Туркестанского краевого комитета РКП(б). За период работы в Туркестанской СФР уделял внимание культурному развитию края: способствовал организации начальных школ, школ ликвидации неграмотности (особенно на узбекском языке), изданию газет, сохранению Драматического театра, созданию Музея искусств, организации (февраль—май 1918) Туркестанского народного университета — предшественника нынешнего Национального университета Узбекистана. В 1919 году некоторое время читал курс энергетики на техническом факультете Народного университета.
С ноября 1919 по октябрь 1922 г. — член коллегии Народного комиссариата рабоче-крестьянской инспекции РСФСР.
С 4 октября по 14 ноября 1922 г. — председатель Совета министров Дальневосточной республики; от имени Советского правительства подписал мирный договор Дальневосточной республики с Японией. В ноябре 1922 — октябре 1923 член Дальбюро ЦК РКП(б), председатель Дальневосточного ревкома.
С 1923 года по состоянию здоровья перешёл на научно-преподавательскую работу. Был профессором и ректором Московского Межевого института. В ноябре 1928 года был назначен ректором Ленинградского политехнического института; проводил учебную реформу, направленную на укрепление связи втузов с производством путём внедрения непрерывной производственной практики на первых курсах трёх факультетов (механического, электромеханического и индустриализации сельского хозяйства). В первой половине 1929 г. непрерывная производственная практика на первых двух курсах была признана нецелесообразной. 1 сентября 1929 года был уволен с должности ректора. Вернулся в Межевой институт (впоследствии — Московский институт инженеров геодезии, аэрофотосъёмки и картографии), где организовал кафедру аэросъёмки. С 1938 г. — кандидат технических наук; читал курсы проективной геометрии, гидравлики, контурно-комбинированной съёмки, лётно-съёмочных работ, наземной и высотной стереосъёмки.
Был членом научно-технического комитета НКПС, руководителем НИИ локомотивостроения, участвовал в разработке проблемы освоения нефелино-апатитовых руд и проекта строительства канала Волга-Москва, давал заключение по проекту строительства Днепрогэс.

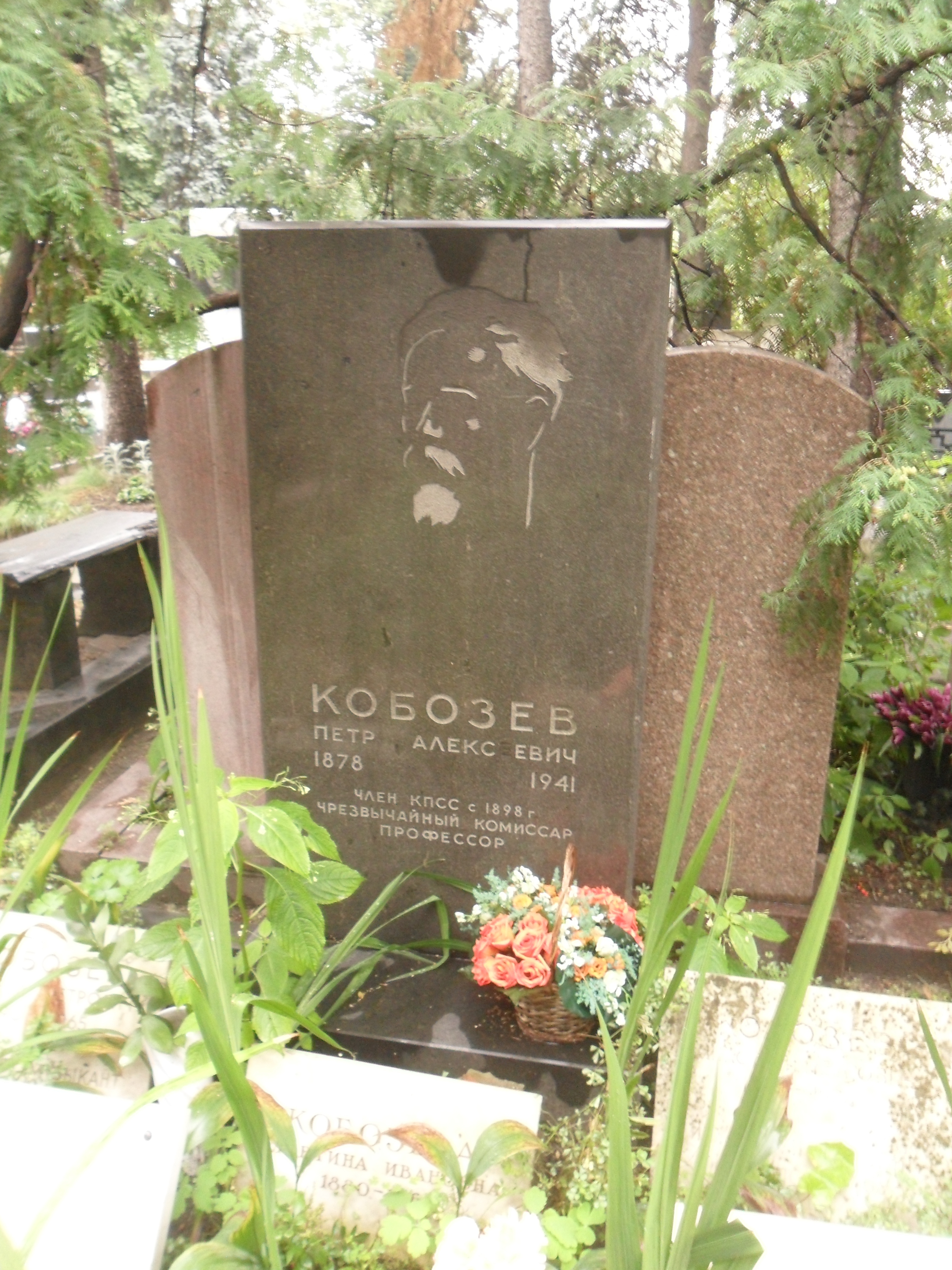
Могила Кобозева на Новодевичьем кладбище, Москва

Умер 4 января 1941 года. Похоронен на Новодевичьем кладбище Москвы.

## Избранные труды
- Кобозев П. А. Фотограмметрия : Конспектив. курс проектив. геометрии / Моск. ин-т инженеров геодезии, аэрофотосъемки и картографии. — М.: Б. и., 1940. — Ч. 1 : Теория коллинеации. — 52 с.[9]

## Награды и признание
- Звание «Почётный красноармеец № 2» Волочаевского полка 5-й армии.

## Память
Памятник Петру Кобозеву поставлен в Оренбурге.
Имя Петра Кобозева носят улицы в Оренбурге, Актобе, Баку, Самаре, Ульяновске, Донецке, Екатеринбурге и Владивостоке.
Имя П. А. Кобозева носит Оренбургская детская железная дорога.

## В литературе
Является героем одного из эпизодов книги Джона Рида «Десять дней, которые потрясли мир».

## В кино
Является главным героем фильма «Чрезвычайный комиссар» (1970), роль исполнил актёр Армен Джигарханян.